# 亞歷山德羅夫斯科耶區 (托木斯克州)

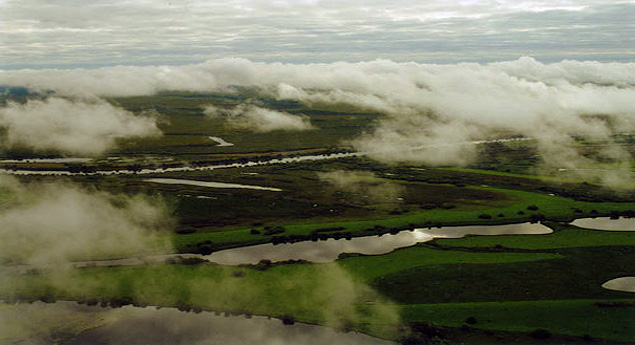

60°26′N 77°54′E / 60.433°N 77.900°E
亞歷山德羅夫斯科耶區（俄语：Александровский район），是俄羅斯的一個區，位於該國中南部，由托木斯克州負責管轄，始建於1923年，面積29,900平方公里，2010年人口8,686，人口密度每平方公里0.29人。1933年发生納齊諾事件的納齊諾位于此地。